# Perica Stančeski
Perica Stančeski (29 gennaio 1985) è un ex calciatore serbo naturalizzato macedone.

## Palmarès

### Club

#### Competizioni nazionali
- Campionato serbomontenegrino: 1

Partizan: 2002-2003